# Friedrich Aurin
Friedrich Albert Aurin (* 30. April 1933 in Hamburg-Barmbek; † 12. Juli 2021 in Hamburg-St. Georg) war ein deutscher Erfinder und Ingenieur, der sich mit optischer Messtechnik beschäftigte und als Vater der Mikrooptischen Bank gilt.

## Leben
Aurin wurde 1933 als Sohn eines Chemikers in Hamburg geboren. 
Nach einer Ausbildung zum Maschinenschlosser, studierte Aurin bis 1962 an der Hochschule für Technik in Stuttgart Technische Optik. Im Rahmen seiner Diplomarbeit beschäftigte er sich mit der Entwicklung eines versetzungsunempfindlichen optischen Systems, das genauere Messungen als das damals auf 0,1 Mikrometer genau messende Perflektometer von Leitz ermöglichen sollte. Als Ergebnis seiner Forschung stellte er 1962 mit der Mikrooptischen Bank das zum damaligen Zeitpunkt genaueste optische Messgerät vor. Dieses wurde ab 1965 von der Firma Spindler und Hoyer vertrieben und zählte ab etwa 1970 zu den stärksten Umsatzträgern des Unternehmens. Heute wird die mikrooptische Bank vom Nachfolgeunternehmen Qioptiq vertrieben.
Aurin promovierte 1977 am Institut für Technische Optik (ITO) in Stuttgart bei Reinhart Schulze mit einer Arbeit Über eine neue Methode zur automatischen Ansatzfindung und Berechnung superachromatischer Objektive. Bis 1992 entwickelte Aurin für Carl Zeiss Vorrichtungen zur binokularen Beobachtung, insbesondere für die Unterwasserfahrt und Luftfahrt.

## Werke und Veröffentlichungen (Auswahl)
- Image Rotation and Ray Shift by double Mirrors reflecting Skew Rays. Optik, Vol. 34(1), 1971, S. 61
- Use of Double Fresnel Lenses. Optik, Vol. 35(5), 1972, S. 561–564
- Über eine neue Methode zur automatischen Ansatzfindung und Berechnung superachromatischer Objektive., 1977
- Achromatic Objectives For Several Wavelength Ranges, Current Possibilities And Future Requirements With Regard To Materials. New Optical Materials, Vol. 400, 1983, S. 141–147, International Society for Optics and Photonics.
- Zoom System For CO2 Laser, Precalculation And Final Design. Optical System Design, Analysis, Production for Advanced Technology Systems, Vol. 655, 1986, S. 176–181, International Society for Optics and Photonics.
- Dual Waveband Afocal For The Mid And Far Infrared. Optical Systems for Space and Defence, Vol. 1191, 1990, S. 150–160, International Society for Optics and Photonics.
- Surface contributions of the wave aberrations up to the eighth degree. Current Developments in Optical Design and Optical Engineering, Vol. 1527, 1991, S. 61–72, International Society for Optics and Photonics.
- Optimization of the Seidel image errors by bending of lenses using a 4th-degree merit function. 1990 Intl Lens Design Conf, Vol. 1354, 1991, S. 180–185, International Society for Optics and Photonics.